# Мельников, Семён Владимирович
Семён Влади́мирович Ме́льников (27 января 1985, Ленинград, СССР) — российский футболист, нападающий; тренер.

## Карьера
В 2002—2009 годах был игроком петербургского «Зенита». Играл в основном за дубль. В 2003 году провёл две игры за основной состав в Кубке Премьер-лиги. В 2007 году отдан в аренду «Лучу-Энергии», который в то время выступал в Премьер-лиге. Следующие два сезона защищал цвета подольского «Витязя», также на правах аренды. В 2010 году играл за «Динамо» из Санкт-Петербурга. В 2011 году подписал контракт с клубом «Металлург-Кузбасс». В сезоне 2012/13 выступал за «Русь».
В 2016 году был игроком петербургского любительского футбольного клуба «Русфан». С 2017 года выступал за «Маштех».
19 июля 2020 года стал помощником Сергея Герасимца в тренерском штабе любительского футбольного клуба «Ядро». С ноября 2020 года — также главный тренер молодёжной команды этого клуба. 27 сентября 2021 года Семён Мельников был назначен временно исполняющим обязанности главного тренера основного состава «Ядра» в связи с неожиданной смертью Сергея Герасимца накануне. 13 ноября вернулся на должность помощника главного тренера.
В Июне 2024 назаначен главным тренером ФК Динамо СПб.

## Достижения
- Обладатель Кубка Премьер-лиги: 2003
- Серебряный призёр чемпионата Санкт-Петербурга: 2017